# 이씨삼강묘비
이씨삼강묘비(李氏三綱廟碑)는 대한민국 경상북도 경주시 강동면에 있는 비석이다. 1986년 12월 11일 경상북도의 유형문화재 제223호로 지정되었다.

## 개요
다산리 마을에 자리하고 있는 비로, 임진왜란 때 순절한 이희룡 장군과 그의 아들 이문진 및 며느리 김씨의 행적을 기리고 있다.
이희룡은 임진왜란 때 왕을 의주까지 호위하였으며, 영남의 적을 정찰하라는 왕명을 받고 임무를 마치고 돌아오는 길에 충주에서 적을 만나 전사하였다. 아들 문진은 아버지의 시신을 찾으려다 신령에서 적과 대치하다 죽었다. 며느리 김씨가 이 소식을 듣고 손수 시신을 찾았지만 결국 찾지 못하고 3개월만에 스스로 목숨을 끊었다. 조정에서는 이들의 공을 기리어 조선 숙종 36년(1710)에 벼슬을 올려주고 정려각을 하사하였다.
비는 네모난 비받침 위에 비몸을 세우고 머릿돌을 올려놓은 모습으로, 비교적 큰 규모이나 별다른 무늬는 두지 않았다. 영조 42년(1766)에 비를 세웠으며, 대제학 남유용이 비문을 짓고, 경주부윤을 지내던 홍재가 글씨를 썼다.

## 참고 자료
- 이씨삼강묘비 - 국가유산청 국가유산포털